# Futa-kuchi-onna
Futa-kuchi-onna (japonês: 二口女) é um tipo yokai. O nome origina-se da junção de três kanjis 二 ([futa, lit. "dois"] Erro: {{japonês}}: o texto tem marcação itálica (ajuda)), 口 ([kuchi, lit. "boca"] Erro: {{japonês}}: o texto tem marcação itálica (ajuda)) e 女 ([onna, lit. "mulher"] Erro: {{japonês}}: o texto tem marcação itálica (ajuda)). Caracterizam-se por ter duas bocas, uma normal e uma outra na nuca, por debaixo do cabelo, onde o crânio da mulher se divide, formando lábios, dentes e língua, criando uma segunda boca.

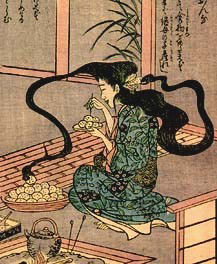
Uma Futa-kuchi-onna.

Na mitologia japonesa e no folclore, a futa-kuchi-onna pertence à mesma classe de histórias que a rokurokubi, kuchisake-onna e a yama-uba, mulheres amaldiçoadas ou com doenças sobrenaturais que as transforma em yokai. A natureza sobrenatural das mulheres nestas histórias é geralmente mantida em segredo até o último minuto, quando o sua forma verdadeira é revelada.
Como se não fosse ruim o bastante, a boca exige comida e se não for alimentada, grita e causa grande dor à mulher. Finalmente o cabelo da mulher começa a mover-se à semelhança de serpente, permitindo que a boca se alimente.
Uma futa-kuchi-onna é uma mulher que deixa o filho de um casamento anterior de seu marido morrer de fome enquanto alimenta sua própria prole; presume-se que o espírito da criança negligenciada aloje-se no corpo da sua madrasta para vingar-se. Em outra versão da história a boca extra é formada quando uma mulher é ferida acidentalmente na cabeça pelo machado de seu marido enquanto ele corta madeira e a ferida não se cura.
Outra versão ainda diz que a futa-kuchi-onna é uma mulher que nunca come, procurada como esposa por um homem avarento. Enquanto nenhum alimento passa através de seus lábios normais, a boca na sua nuca consome duas vezes o que outra consumiria.

## A esposa que nunca comeu
Esta é a versão mais comum da história de uma futa-kuchi-onna: em uma pequena vila vivia um homem avaro que mantinha-se solteiro por não poder pagar pelo alimento de uma esposa. Um dia ele encontrou uma mulher que não comia a qual tomou por esposa imediatamente. Como nunca comia e ainda trabalhava duro, o velho ficou muito satisfeito com ela, mas por outro lado, notou que seus estoques de arroz estavam diminuindo. Um dia o homem fingiu sair para o trabalho, mas permaneceu escondido para espionar sua esposa e viu horrorizado seus cabelos levarem o arroz até a boca na nuca dela como tentáculos.

## As duas irmãs
Fonte: Roblox
Esta é uma das outras versões da história de uma futa-kuchi-onna: em uma pequena vila duas irmãs viviam juntas na pobreza, constantemente procurando comida e com muita fome. Um dia a mais nova chegou em casa cheia de alegria, a mais velha perguntou e estranhou por que ela estava tão feliz, os dias foram se passando e a mais velha pensou que a mais nova estava comendo bem sem ela, então ela consumiu sua própria irmã para satisfazer sua fome. E depois viu que ela só estava juntando dinheiro secretamente para as duas. Ela se sentiu assombrada com extrema culpa tendo a aparência de uma segunda boca na nuca dela, era a boca de sua irmã, que constantemente rugia por comida e se não comesse, a mais velha iria ter uma extrema dor de cabeça.